# Вэй, Ребекка
Ребекка Вэй (наст. имя Вэй Вэй, кит. упр. 魏蔚, пиньинь wèi wèi, родилась в 1970 году) — бывший председатель Christie's Asia.

## Биография
Ребекка Вэй родилась в г. Ханчжоу в семье обычного рабочего. Успешно окончив школу, поступила в Шанхайский университет иностранных языков на специальность китайский язык как иностранный. В 1992 году после окончания учебы по распределению попала на государственное предприятие, связанное с внешней торговлей, где работала в отделе печати. Затем Ребекка Вэй прошла курс повышения квалификации и получила должность руководителя отдела импорта, в рамках которой занималась переговорами с иностранными компаниями.
В 1996 году Ребекка Вэй вернулась в Шанхай, чтобы развиваться, и получила должность представителя швейцарско-британского инвестиционного банка SBC Warburg.
В 27 лет решила бросить работу в Шанхае и сменить профессию. Это был смелый шаг – к. 1990-х годов - период финансового кризиса в Азии. Однако, как сказала сама Вэй, она поняла, что находится не на своем месте и хочет развиваться в другом направлении. Так, она уехала во Францию и поступила в бизнес-школу INSEAD на специальность бизнес администрирование.
С 1999 по 2010 год работала в консалтинговой компании McKinsey & Company и стала первой женщиной-партнером на территории Материкового Китая. Занималась стратегическим планированием развития многих известных компаний в Китае и Азии, проводя работу в рамках корпоративной архитектуры, маркетинга и продаж.
В 2010 году Ребекка Вэй решила покинуть McKinsey & Company и вплоть до июня 2011 года занимала должность президента группы Qiaojiang South Co., Ltd. – ресторанной группы высокого класса.
В 2012 присоединилась к азиатскому отделению аукционного дома Christie's в качестве генерального менеджера. К тому моменту она успела хорошо проявить себя в качестве управленца, но с миром искусства Вэй была еще не знакома. Однако упорная работа и желание развиваться в новой для себя сфере позволили ей получить продвижение по службе, и в 2016 году Ребекка Вэй была официально назначена президентом Christie's Asia.
В 2018 стала председателем Christie's Asia (Штаб-квартира в Гонконге), сменив на этом посту Франсуа Кюреля. В её обязанности входило арт-развитие бизнеса в регионе, стратегия расширения влияния, маркетинг и частные покупки. Кроме того, она напрямую возглавляла представительства Christie’s в Бангкоке, Джакарте, Куала-Лумпуре, Сеуле, Сингапуре, Тайбэе и Токио.
20 августа 2019 года Christie's опубликовал заявление, что 1 января 2020 года Ребекка Вэй покинет свой пост. В официальном заявлении Christie's не было указано причин отставки, но некоторые связывают это со снижением доходов Christie's в Гонконге с 399 миллионов долларов весной 2018 года до 327 миллионов долларов весной 2019 года (сокращение на 18% за 1 год). В тот же период главный конкурент Christie's – Sotheby's сообщил о небольшом увеличении результатов продаж в Гонконге. Однако среди коллег Вэй существует мнение, что сама Ребекка чувствовала себя не на своем месте, так как была далека непосредственно от продаж и работы с клиентами..
Сама Ребекка Вэй отметила, что ее ожидает новый профессиональный вызов в 2020 году, а также подчеркнула, что гордится ростом Christie's за время своей работы, региональными продажами и вкладом азиатского отделения Christie's в глобальное развитие аукционного дома.

## Образование
•	Шанхайский университет иностранных языков – специальность – китайский язык как иностранный
•	Французская бизнес–школа INSEAD – Мастер делового администрирования

## Личная жизнь
Ребекка Вэй в 1996 году вышла замуж. В 2006 году родила дочь..